# Melanolophia azenioides
Melanolophia azenioides là một loài bướm đêm trong họ Geometridae.